# Flowers (原田知世のアルバム)
『Flowers』（フラワーズ）は、原田知世の7枚目のベスト・アルバム。

## 概要
当時の最新シングル「シンシア」を含む、1994年から1997年までの楽曲の中から選曲された。

## チャート成績
1986年のアルバム『NEXT DOOR』以来11年ぶりにオリコンアルバムチャートTOP5入りを果たした。

## 収録曲
1. PARADE
2. Metro
3. T'EN VA PAS (Tarmbourine Mix Version)
4. 君は君のもの
5. 100 LOVE-LETTERS
6. シンシア
7. ロマンス